# Radikal 75
Radikal 75 ist eines der 214 traditionellen Radikale der chinesischen Schrift. Es gehört zu den 34 Radikalen, die mit vier Strichen geschrieben werden, und hat die Bedeutung „Holz“ oder „Baum“ (alles, was mit Holz zu tun hat oder aus Holz gemacht ist).
Die Variante 朩 ist dem Katakanazeichen ホ „ho“ sehr ähnlich.
Mit 377 Zeichenverbindungen in Mathews’ Chinese-English Dictionary gibt es sehr viele Schriftzeichen, die unter diesem Radikal im Lexikon zu finden sind.
Das Schriftzeichen entwickelte sich aus der bildlichen Darstellung eines Baumstammes mit jeweils zwei angedeuteten Wurzeln und Ästen. Interessant sind die Schriftzeichen, die mit diesem Radikal gebildet werden:
- Ein Baum (木 mù) bedeutet Baum.
- Zwei Bäume (林 lín) bedeutet Wald.
- Drei Bäume (森 sen) bedeutet Urwald.
- Betont man den oberen Teil des Baumes, hat man das Schriftzeichen für „Wipfel“, „Ende“ (末 mo).
- Betont man den unteren Teil des Baumes, hat man das Schriftzeichen für Wurzel (本 ben). Mit diesem Zeichen wird auch der Ländername Japan geschrieben (日本, wörtlich also „Sonnenwurzel“, daher der Beiname „Land der aufgehenden Sonne“).

## Schriftzeichenverbindungen, die vom Radikal 75 regiert werden
| Striche | Zeichen |
| ------- | --- |
| +0      | 木 朩 |
| +01     | 未末本札朮术朰 |
| +02     | 朱朲朳朴朵朶朷朸朹机朻朼朽朾朿杀杁杂权 |
| +03     | 杄杅杆杇杈杉杊杋杌杍李杏材村杒杓杔杕杖杗杘杙杚杛杜杝杞束杠条杢杣杤杦杧杨杩 |
| +04     | 杪杫杬杭杮杯杰東杲杳杴杵杶杷杸杹杺杻杼杽松板枀极枂枃构枅枆枇枈枉枊枋枌枍枎枏析枑枒枓枔枕枖林枘枙枚枛果枝枞枟枠枢枣枤枥枦枧枨枩枪枫枬枭                                                                                   |
| +05     | 枡枮枯枰枱枲枳枴枵架枷枸枹枺枻枼桒枾枿柀柁柂柃柄柅柆柇柈柉柊柋柌柍柎柏某柑柒染柔柕柖柗柘柙柚柛柜柝柞柟柠柡柢柣柤查柦柧柨柩柪柫柬柭柮柯柰柱柲柳柴柵柶柷柸柹柺査柼柽柾柿栀栁栂栃栄栅栆标栈栉栊栋栌栍栎栏栐树               |
| +06     | 栒栓栔栕栖栗栘栙栚栛栜栝栞栟栠校栢栣栤栥栦栧栨栩株栫栬栭栮栯栰栱栲栳栴栵栶样核根栺栻格栽栾栿桀桁桂桃桄桅框桇案桉桊桋桌桍桎桏桐桑桒桓桔桕桖桗桘桙桚桛桜桝桞桟桠桡桢档桤桥桦桧桨桩桪                                       |
| +07     | 桫桬桭桮桯桰桱桲桳桴桵桶桷桸桹桺桻桼桽桾桿梀梁梂梃梄梅梆梇梈梉梊梋梌梍梎梏梐梑梒梓梔梕梖梗梘梙梚梛梜條梞梟梠梡梢梣梤梥梧梨梩梪梫梬梭梮梯械梱梲梳梴梵梶梷梸梹梺梻梼梽梾梿检棁棂                                           |
| +08     | 棃棄棅棆棇棈棉棊棋棌棍棎棏棐棑棒棓棔棕棖棗棘棙棚棛棜棝棞棟棠棡棢棣棤棥棦棧棨棩棪棫棬棭森棯棰棱棲棳棴棵棶棷棸棹棺棻棼棽棾棿椀椁椂椃椄椅椆椇椈椉椊椋椌植椎椏椐椑椒椓椔椕椖椗椘椙椚椛検椝椞椟椠椡椢椣椤椥椦椧椨椩椪椫椬椭椮 |
| +09     | 椯椰椱椲椳椴椵椶椷椸椹椺椻椼椽椾椿楀楁楂楃楄楅楆楇楈楉楊楋楌楍楎楏楐楑楒楓楔楕楖楗楘楙楚楛楜楝楞楟楠楡楢楣楤楥楦楧楨楩楪楫楬業楮楯楰楱楲楳楴極楶楷楸楹楺楻楼楽楾楿榀榁榊榋榌榔槌                                         |
| +10     | 概榃榄榅榆榇榈﨔榍榎榏榐榑榒榓榕榖榗榘榙榚榛榜榝榞榟榠榡榢榣榤榥榦榧榨榩榪榫榬榭榮榯榰榱榲榳榴榵榶榷榸榹榺榻榼榽榾榿槀槁槂槃槄槅槆槇槈槉槊構槍槎槏槐槑槒槓槔槕槖槗様槙槚槛槜槝槞槟槠槡樋樮                               |
| +11     | 槢槣槤槥槦槧槨槩槪槫槬槭槮槯槰槱槲槳槴槵槶槷槸槺槻槼槽槾槿樀樁樂樃樄樅樆樇樈樉樊樌樍樎樏樐樑樒樓樔樕樖樗樘標樚樛樜樝樞樟樠模樢樣樤樥樦樧樨権横樫樬樭樯樰樱橴                                                             |
| +12     | 槹樲樳樴樵樶樷樸樹樺樻樼樽樾樿橀橁橂橃橄橅橆橇橈橉橊橋橌橍橎橏橐橑橒橓橔橕橖橗橘橙橚橛橜橝橞機橠橡橢橣橤橥橦橧橨橩橪橫橬橭橮橯橰橱橲橳橵橶橷橸橹橺橻橼                                                                   |
| +13     | 橽橾橿檀檁檂檃檄檅檆檇檈檉檊檋檌檍檎檏檐檑檒檓檔檕檖檗檘檙檚檛檜檝檞檟檠檡檢檣檤檥檦檧檨檩檪櫛 |
| +14     | 檫檬檭檮檯檰檱檲檳檴檵檶檷檸檹檺檻檼檽檾檿櫀櫁櫂櫃櫄櫅櫆櫇櫈櫉櫊 |
| +15     | 櫋櫌櫍櫎櫏櫐櫑櫒櫓櫔櫕櫖櫗櫘櫙櫚櫜櫝櫞櫟櫠櫡櫢櫣櫤櫥櫦櫫櫭 |
| +16     | 櫧櫨櫩櫪櫬櫮櫯櫰櫱櫲櫳櫴櫵櫶欄 |
| +17     | 櫸櫹櫺櫻櫼櫽櫾櫿欀欁欂欃欌 |
| +18     | 櫷欅欆欇欈欉權欋欍欎 |
| +19     | 欏 欐 欑 欒 |
| +20     | 欓 欔 欕 |
| +21     | 欖欗欘欙欚欛欜欝 |
| +24     | 欞 |
| +25     | 欟 |

 Im Unicodeblock Kangxi-Radikale ist das Radikal 75 unter der Codepointnummer 12.106 (U+2F4A) codiert.